# Tristesse (Album)
Tristesse ist das erste Demo der norwegischen Death- und Funeral-Doom-Band Funeral.

## Geschichte
Nachdem die Band in seiner ursprünglichen Besetzung 1991 gegründet von dem Schlagzeuger und Gitarristen Anders Eek und den Gitarristen Thomas Angel. Im Jahr 1993 stießen Einar Andre Fredriksen als zweiter Gitarrist und Pål Kjennerud als Bassist zur Band. Die Aufnahmen fanden in Oslo im Norsk Lydskole, später in Nordisk Institutt for Scene og Studio (NISS) umbenannt, statt.

## Albuminformationen
Das 1993 erstmals veröffentlichte erste Demo Tristesse enthält drei separate Stücke, die eine Gesamtspielzeit von 38:05 Minuten haben. Wild Rags Records reagierte auf das Demo und gab es am 22. Februar 1994 als CD erneut heraus. Weitere Veröffentlichungen erschienen 30. August 2012 als Vinylversion über The Crypt, inklusive Liveaufnahmen von einem Auftritt aus dem Jahr 1995 in Modum. Im Jahr 2006 veröffentlichte Firedoom Music Tristesse als Teil einer Kompilation gemeinsam mit dem Debüt Tragedies und Aufnahmen des zweiten Demos Beyond All Sunsets.

### Titelliste
1. Thoughts of Tranquillity: 09:25
2. A Poem for the Dead: 18:20
3. Yearning for Heaven: 10:20

### Stil
Auf Tristesse spielt Funeral einen „extremen, monolithischen Funeral Doom“. Die langen und monotonen Death-Doom-Stücke werden durch einige ruhige Akustikpassagen und gelegentliche Gitarrensoli aufgelockert. Der Gesang variiert zwischen tief, depressivem Männergesang dem der Klang eines gregorianischen Choral attestiert wird und gutturalem Growling. Das Demo, habe mit seinen drei ungemein trägen bis ermüdenden Stücken, „abgesehen von den grässlichen Hardrock-Soli“ die Titulierung als Funeral Doom „voll und ganz verdienen.“

„Tristesse ist eines der härtesten, depressivsten und extremsten Doom-Metal-Alben, die je aufgenommen wurden. Diese norwegische Band hat sich keine Mühe gegeben, das Hörerlebnis zu erleichtern: Dieses Album badet in Elend, Depression und Verzweiflung.“

## Wahrnehmung
Mit dem Demo gilt die Band als Pionier und Wegmarke des Funeral Doom. Mitunter wird der Veröffentlichung eine mögliche Teilhabe an der Genre-Namensgebung attestiert. Entsprechend rechnet das Magazin Metal Hammer Tristesse zu den „wichtigsten Releases“ des Genres.